# Crans (Vaud)
Pour les articles homonymes, voir Crans et Céligny (homonymie).
Crans (anciennement Crans-près-Céligny), est une commune suisse du canton de Vaud, située dans le district de Nyon.

## Géographie
Crans se situe au bord du lac Léman et fait partie de la région de Terre Sainte.
Au contact de Nyon, chef-lieu du district, la commune de Crans s'étend sur 439 ha, du lac à l'autoroute. Le village même se situe sur un coteau dominant le bassin du Léman. Plus ancienne construction datée, le temple (Xe siècle) occupe le promontoire sud d'où la vue s'étend de Genève à Lausanne.

## Population

### Surnom
Les habitants de la commune sont surnommés les Corbeaux ou les Fouette-Corbeaux. Une histoire raconte que des corbeaux s'envolèrent en direction de Crans pour désigner à qui appartenait un noyer situé à la limite avec une commune limitrophe.

## Histoire

Photo aérienne prise à 100 m par Walter Mittelholzer (1925).

À l'époque romaine, le territoire de Crans fait partie du Pays des Équestres dont Nyon est la capitale. La première mention d'une communauté remonte au début de l'an mille , époque de la construction du temple actuel.
Ce territoire du royaume de Bourgogne est donné à l'évêque de Lausanne en 1032 par Hugues, fils de Rodolphe III.
Les Bernois envahissent le Pays de Vaud en 1536 ; ils s'emparent des biens d'Église et les revendent aux laïcs. C'est ainsi qu'Urbain Quisard, notaire savoyard établi à Nyon, achète la seigneurie de Crans. Sa famille habite l'ancien château, aujourd'hui disparu, et reste propriétaire du village pendant 221 ans.
En 1763, ses héritiers vendent la terre de Crans au financier genevois Antoine Saladin. Cette famille s'intéresse activement à la vie sociale du village, prenant souvent à sa charge des dépenses d'intérêt public.
Le nouveau château, merveille de style Louis XV, passe en 1865 à Ariane Van Berchem-Saladin. Il appartient toujours à ses héritiers.
En 1935, le nom de Crans est changé en Crans-près-Céligny afin d'éviter la confusion avec Crans-sur-Sierre.
Petit village de 400 habitants en 1960, Crans se développe ensuite rapidement. Plusieurs quartiers résidentiels sont créés, accueillant de nombreux habitants actifs à l'extérieur de la commune. 

La poste en 1965.

La population passe à 780 habitants en 1972, puis à 1 500 au début des années 80. Depuis lors, elle s'est stabilisée.
Au chapitre des biens communaux, il faut mentionner l'alpage de Cuvaloup, 170 ha, situé sur la Commune de Gingins. Ce territoire se trouve sur le versant nord de la Dôle, au centre du domaine skiable. Le chalet-restaurant, situé au départ des pistes, est également propriété de la commune. Un télésiège de 4 places et 8 téléskis sont exploités par TéléDôle.
Chaque année au mois de juin, le festival Caribana s'y installe, offrant cinq jours de musique et de convivialité, au sein d'un cadre naturel idyllique.
Au village, un centre communal construit en 1982 abrite l'administration, une bibliothèque, une salle de gymnastique. En prolongement se trouve le centre sportif, avec trois terrains de football, la place de jeu, les courts du tennis-club, un court de padel, un terrain de basketball et un skatepark.
En 1997, le Conseil communal a adopté un nouveau plan de quartier permettant, sur 40 000 m2, l'extension du bourg vers le nord. Une première étape, concrétisée par la construction de cinq immeubles, a débuté en 2010.
À la suite de la fusion de  Crans-sur-Sierre au sein de la commune de Crans-Montana en 2017, la commune pris en 2020 la décision de reprendre le nom de Crans. La mesure a été appliquée le 1er janvier 2021.

## Patrimoine bâti

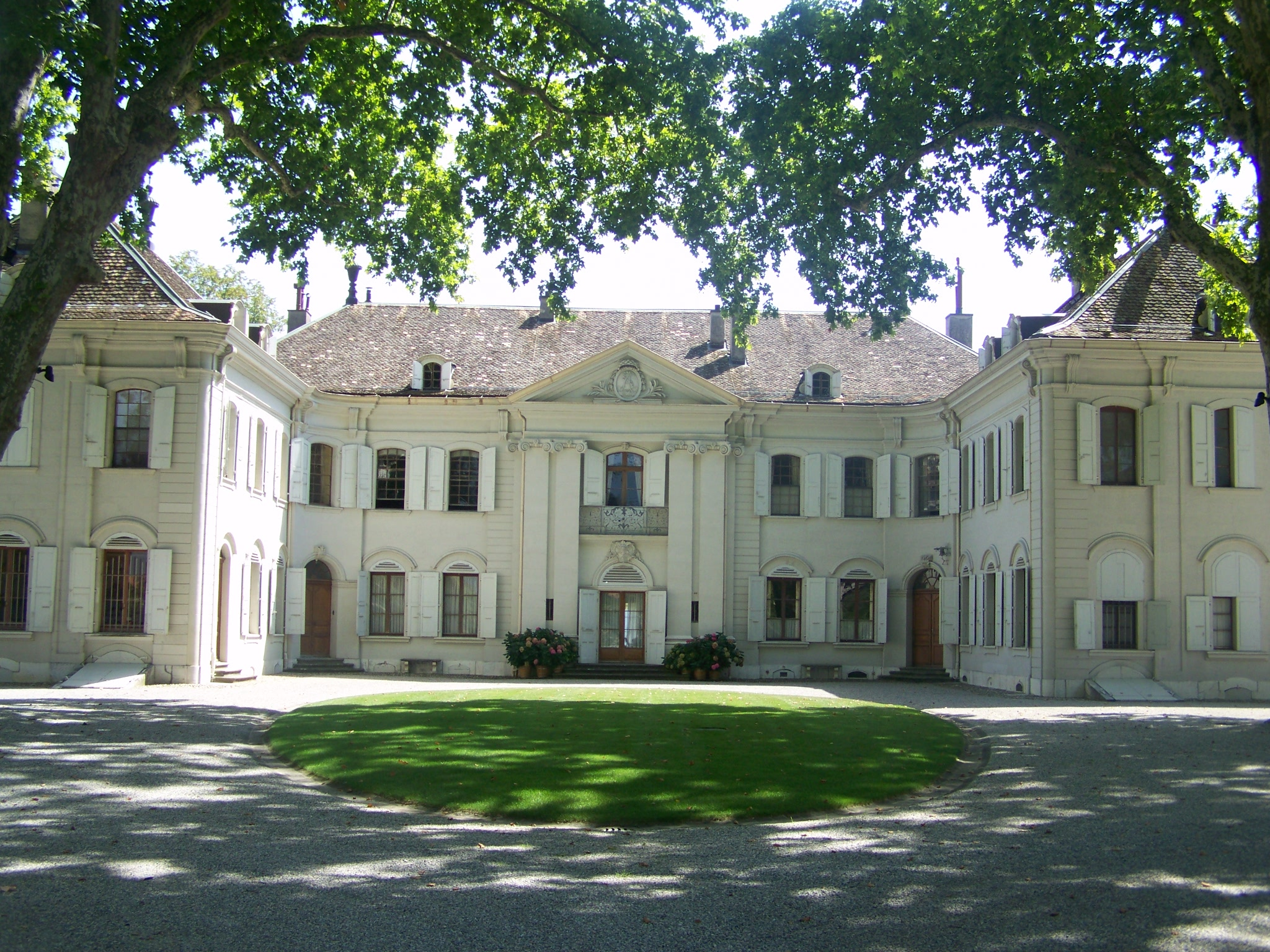
Château de Crans

### Château
Le château de Crans a été construit entre 1764 et 1767 sur le site d'un ancien manoir du XVIe siècle, le château Quisard, sur une colline dominant les vignes. C'est l'un des châteaux entre cour et jardin les plus importants du XVIIIe siècle en Suisse occidentale. Il se compose d'une aile principale et de deux ailes latérales perpendiculaires.

### Église
L’église de Crans, mentionnée dès 1200 environ, a été reconstruite vers 1500. Il ne subsiste de cette étape que les murs latéraux et les murs pignons avec leurs baies. Des transformations majeures ont en effet eu lieu en 1889 avec la construction du porche, la surélévation du clocher déplacé en façade et la création, à l’intérieur, d’un simple volume rectangulaire par la démolition de l’arc triomphal. Le plafond, de 1936, a été orné de panneaux peints de divers motifs religieux par Jean van Berchem. Un projet problématique de rénovation, établi en 2008 met en péril les décors de van Berchem. Un nouveau projet est alors établi en 2013 par le bureau d'architectes nyonnais Glatz et Delachaux puis réalisé dans le respect absolu de la substance et des décors de l'édifice,

## Quartiers du village
- Les Landes
- Bel-Air
- Port
- Centre village

## Le port
Crans possède un port de 200 places, agrandi et modernisé en 1982. En 1995, la commune a pu acquérir une parcelle attenante de 7 000 m2, magnifique espace vert arborisé, mis à disposition du public.

## Enseignement
En 2001, une nouvelle école a été construite près du centre communal. Une résidence a été créée sur une partie de l'ancienne école.
L'école de Crans accueille les enfants âgés de 4 à 10 ans (de la 1re enfantine à la 4e primaire). Ensuite, à partir de la 5e année, les élèves suivent leur scolarité dans le collège de Terre Sainte situé à Coppet jusqu'en 9e année (dernière année de scolarité obligatoire).

## Sport
Un club de football se trouve à Crans.

## Événements
Le Caribana Festival se déroule annuellement depuis 1990 au port de Crans.